# كلغان (أوجان الشرقي)
کلغان (بالفارسية: کلغان) هي منطقة سكنية تقع في إيران في قسم أوجان الشرقي الريفي. يقدر عدد سكانها بـ 352 نسمة .